# Asian Women's Four Nations Championship 2013
L’Asian Women’s Four Nations Championship 2013 fu il 6º campionato asiatico di rugby a 15 femminile.
Organizzato dall’ARFU, nome con cui era nota all’epoca Asia Rugby, esso vide la partecipazione di quattro squadre nazionali che si affrontarono a eliminazione diretta ad Alma-Ata (Kazakistan) dal 4 al 7 settembre 2013.
Il torneo fu valido come zona asiatica di qualificazione alla Coppa del Mondo di rugby femminile 2014 in Francia e fu vinto dal Kazakistan che in finale batté il Giappone per 25-23.
Al terzo posto si classificò Singapore che sconfisse per 17-15 Hong Kong nella finale di consolazione.
Nella prima giornata emerse chiaramente che giapponesi e kazake sarebbero state le due squadre che si sarebbero contese titolo continentale e qualificazione mondiale: le ex sovietiche batterono Singapore 91-7 mentre le atlete del Sol Levante ebbero la meglio per 82-0 su Hong Kong.
Molto più equilibrate le gare di finale: in quella per il terzo posto prevalse Singapore per due punti su Hong Kong e analogo esito ebbe la gara per il titolo: a un iniziale vantaggio delle giapponesi, che chiusero il primo tempo in vantaggio per 15-10, fece seguito il ritorno del Kazakistan che con 2 mete ribaltò il risultato; avanti di 7 nei minuti finali sul 25-18, le kazake subirono una meta che tuttavia non fu trasformata, e vinsero la gara 25-23, l’unica differenza con le giapponesi essendo stata proprio quella mancata trasformazione.
Per il Kazakistan si trattò del quinto titolo asiatico nonché la sesta presenza consecutiva alla Coppa del Mondo.

## Incontri
|  | Semifinali | Semifinali | Semifinali |            |          | Finale          | Finale          | Finale          |  |
|  |            |            |            |            |          |                 |                 |                 |  |
|  | Giappone   | Giappone   | 82         |            |          |                 |                 |                 |  |
|  | Giappone   | Giappone   | 82         |            |          |                 |                 |                 |  |
|  | Hong Kong  | Hong Kong  | 0          |            |          |                 |                 |                 |  |
|  | Hong Kong  | Hong Kong  | 0          |            | Giappone | Giappone        | 23              |                 |  |
|  |            |            |            |            | Giappone | Giappone        | 23              |                 |  |
|  |            |            | Kazakistan | Kazakistan | 25       |                 |                 |                 |  |
|  | Kazakistan | Kazakistan | Kazakistan | Kazakistan | 25       | 91              |                 |                 |  |
|  | Kazakistan | Kazakistan |            |            |          | 91              |                 |                 |  |
|  | Singapore  | Singapore  | 7          |            |          | Finale 3º posto | Finale 3º posto | Finale 3º posto |  |
|  | Singapore  | Singapore  | 7          |            |          |                 |                 |                 |  |
|  |            |            |            |            |          |                 |                 |                 |  |
|  |            |            |            |            |          | Hong Kong       | Hong Kong       | 15              |  |
|  |            |            |            |            |          | Hong Kong       | Hong Kong       | 15              |  |
|  |            |            |            |            |          | Singapore       | Singapore       | 17              |  |

### Semifinali
| Alma-Ata 4 settembre 2013, ore 16 UTC+6                                                                       | Giappone | 82 – 0 referto | Hong Kong | Stadio Centrale |
| Elting (2) Yamaguchi (6) Matsudaira Yamada Misaki Suzuki Mio Suzuki Bogidraumainadave Yokoo mt Higuchi (6) tr |          |                |           |                 |
| |          |                |           |                 |
| Elting (2) Yamaguchi (6) Matsudaira Yamada Misaki Suzuki Mio Suzuki Bogidraumainadave Yokoo                   | mt       |                |           |                 |
| Higuchi (6)                                                                                                   | tr       |                |           |                 |

| Alma-Ata 4 settembre 2013, ore 18 UTC+6 | Kazakistan | 91 – 7 referto | Singapore | Stadio Centrale |
| mt M. Teo tr Wang Shao-Ing              |            |                |           |                 |
|                                         |            |                |           |                 |
|                                         | mt         | M. Teo         |           |                 |
|                                         | tr         | Wang Shao-Ing  |           |                 |

### Finale per il 3º posto
| Alma-Ata 7 settembre 2013, ore 14:30 UTC+6 | Hong Kong | 15 – 17                       | Singapore | Stadio Centrale |
| mt Z. YiTing P. Humphries A. Woo tr C. Lim |           |                               |           |                 |
|                                            |           |                               |           |                 |
|                                            | mt        | Z. YiTing P. Humphries A. Woo |           |                 |
|                                            | tr        | C. Lim                        |           |                 |

### Finale
| Alma-Ata 7 settembre 2013, ore 16:30 UTC+6                                                                              | Giappone | 23 – 25             | Kazakistan | Stadio Centrale |
| Yamaguchi Bogidraumainadave Saito mt Šerer (2) Jakovleva Higuchi tr Daurembayeva (2) Highuchi (2) c.p. Daurembayeva (2) |          |                     |            |                 |
| |          |                     |            |                 |
| Yamaguchi Bogidraumainadave Saito                                                                                       | mt       | Šerer (2) Jakovleva |            |                 |
| Higuchi | tr       | Daurembayeva (2)    |            |                 |
| Highuchi (2) | c.p.     | Daurembayeva (2)    |            |                 |